# ラジオ・カナダ・インターナショナル
ラジオ・カナダ・インターナショナル （英語・フランス語：Radio Canada International 略称：RCI） は、カナダの国営放送局カナダ放送協会 (CBC) が運営する国際放送である。

## 国際放送の歴史
| 言語                   | 放送開始                 | 放送終了      | 再開   |
| アラビア語             | 2000年                   | -             | -      |
| 北京官話               | 1988年                   | -             | -      |
| チェコ語               | 1946 (スロバキア語 参照) | 1991年3月25日 | -      |
| デンマーク語           | 1946年                   | 1961年3月4日  | -      |
| オランダ語             | 1946年                   | 1961年3月4日  | -      |
| 英語                   | 1944年12月25日1          | -             | -      |
| フィンランド語         | 1950年12月               | 1955年1月29日 | -      |
| フランス語             | 1944年12月25日1          | -             | -      |
| クレオール言語         | 1989年                   | 2001年        | -      |
| ドイツ語               | 1946年                   | 1991年3月25日 | -      |
| ハンガリー語           | 1951年1月                | 1991年3月25日 | -      |
| 日本語                 | 1988年                   | 1991年3月25日 | -      |
| イタリア語             | 1949年1月                | 1961年3月4日  | -      |
| ノルウェー語           | 1947年                   | 1961年3月4日  | -      |
| ポーランド語           | 1951年1月                | 1991年3月25日 | -      |
| ブラジル系ポルトガル語 | 1947年7月6日             | 1991年3月25日 | 2004年 |
| ロシア語2              | 1951年1月                | -             | -      |
| スロバキア語           | 1951年1月                | 1991年3月25日 | -      |
| スペイン語             | 1947年7月6日             | -             | -      |
| スウェーデン語         | 1946年                   | 1961年3月4日  | -      |
| ウクライナ語           | 1952年9月                | 2009年        | -      |

1. 試験放送は1944年に始まり、本放送は1945年2月25日に始められた。
2. RCI のロシア語サービスは1967年までジャミングが続けられた。

### 日本語放送
1983年にスタートした当初は週1回・土曜日に日本短波放送（ラジオたんぱ）の番組プログラムとしてスタートした。スタート時は15分番組（スタジオはバンクーバー）だったがその後20分→30分に拡大した。児童文学「赤毛のアン」のふるさとということもあり、プリンス・エドワード島の気象情報をアナウンスしたりしていた。
その後1988年からアジア地域向けの放送を充実させるために茨城県古河市にあるKDDI八俣送信所を中継した連日放送開始。1989年から中国国際放送（北京放送）、1990年からはラジオ韓国の送信機経由による放送が実施（八俣送信所からの中継は継続したが日本語放送では1989年4月以後は使用せず）された。1991年3月に予算悪化のため日本語放送は打ち切りとなった。
ちなみに、日本語放送の最終日となった1991年3月23日と、その前日の3月22日には、RCIの英語放送アナウンサーからNHKラジオジャパンの英語アナウンサーに転向することが決まっていた英語放送のアナウンサー・イアン・マックファーランドへのインタビューが行われることになっていたが、22日の前編終了後に日本語など当時放送されていた14ヶ国語中7ヶ国語（他にドイツ語・ポーランド語・チェコ語・スロバキア語・ハンガリー語・ポルトガル語）が廃止されることが電撃的に決まったことから、急遽この日は日本語スタッフによるお別れ番組に差し替えられ、マックファーランドへのインタビューはお蔵入りとなった。
またこの翌日・3月24日から2週間は、本来の日本語放送の時間帯であった日本時間22:30の開始時と、23:00の終了時に日本語放送打ち切りについての説明を行い、以後は穴埋めとして、国際放送用の自主制作をやはり廃止し、CBC国内向け放送の中継を行うことになった英語放送を行った。
1. ↑  International, Radio Canada. “Accueil”. RCI - Français. 2018年5月30日閲覧。
2. ↑  “Kim Andrew Elliott reporting on International Broadcasting”. kimelli.nfshost.com. 2018年5月30日閲覧。
3. ↑  “Kim Andrew Elliott reporting on International Broadcasting”. kimelli.nfshost.com. 2018年5月30日閲覧。
4. ↑  “Kim Andrew Elliott reporting on International Broadcasting”. kimelli.nfshost.com. 2018年5月30日閲覧。
5. ↑  出典・ラジオの製作1991年6月号

## 放送

### インターバル・シグナル
RCI のインターバル・シグナル（IS）はカナダ国歌『オー・カナダ』の冒頭の4つの音をピアノで演奏した後、英語で"Radio Canada International（レディオ・キャナダ・インタナショナル）"、次にフランス語で"Radio Canada Internationale（ラジオ・カナダ・アンテルナシオナル）" とアナウンスする。

### プログラムの概要
当初は短波放送から始まったが、1990年代にヨーロッパ地域に向けた衛星放送を開始した。WRN放送やシリウス衛星ラジオなどでも聴取可能。現在では、世界の多くの国際放送と同様、インターネットでの配信が行われている（RCIネットで聴取可能）。2006年からはポッドキャストでも配信されている。
英語とフランス語ではCBCの国内番組からの配信も多いが、それ以外の言語では自主制作番組が主である。年々、カナダ国会での予算削減により規模縮小が迫られている。

### スタジオ
1943年から44年の設立以来、RCIのメインスタジオはモントリオールに設けられている。

### 予算
- 2003年：14.2 億CAD（カナダドル ） / 年
- 2004年：14.4 億 CAD / 年

カナダの住民1人 (年間) あたりのRCI の総コストは0.38CAD (2003年、2004年) である。

### 1週間あたり番組制作時間
参考：1週間168時間である (24時間 x 7日)。
- 1950年代：85
- 1960年代：80
- 1970年代：98
- 1980年代：134

1990年代にRCIの番組制作はピークを迎える。
- 1990年：195
- 1996年：175

## 送信所ネットワーク
RCIはニューブランズウィック州サックヴィル（Sackville）の送信所を所有し、運営を行っている。サックヴィル送信所はRCI放送の他、送信時間交換契約に基づき、NHKワールド・ラジオ日本、BBCワールドサービス、ドイチェ・ヴェレ、中国国際放送、KBSワールドラジオなどの番組の中継も行なっている。

### RCIサックヴィル送信所概要
この中継局の構成データーは厳密にいえば2004年から2005年の資料である。
送信機 (配置は不正確)
- 3 x 250 kw SW (1993年 - 1995年、ABB社製：SK 53 C3-2)
- 3 x 100 kw SW (1983年、Harris社製：SW-100A)

アンテナ (タイプ、方位) (配置は不正確)
- HR 4/4/1.0 (60度)
- HR 4/2/1.0 (105度)
- HR 4/4/1.0 (163度)
- HR 4/4/1.0 (176度)
- HR 4/4/1.0 (189度)
- HR 2/4/1.0 (227度)
- HR 2/4/1.0 (240度)
- HR 4/4/1.0 (240度)
- HR 4/4/1.0 (272度)
- HR 2/1/0.5 (277度)